# Mannschaftskader der spanischen Mannschaftsmeisterschaft im Schach 1990
Die Liste der Mannschaftskader der spanischen Mannschaftsmeisterschaft im Schach 1990 enthält alle Spieler, die in der spanischen Mannschaftsmeisterschaft im Schach 1990 mindestens eine Partie spielten, mit ihren Einzelergebnissen.

## Allgemeines
Während sechs Vereine in allen Wettkämpfen die gleichen vier Spieler einsetzten, spielten bei RC Regatas Santander acht Spieler mindestens eine Partie. Insgesamt kamen 135 Spieler zum Einsatz, von denen 55 an allen Wettkämpfen teilnahmen.
Punktbester Spieler waren José García Padrón (CA La Caja de Canarias) mit 7 Punkten aus 8 Partien, je 6,5 Punkte aus 8 Partien erreichten Iván Morovic (CA La Caja de Canarias), Zenón Franco Ocampos (CA Centro Goya Villa de Teror), Javier Campos Moreno (C Penya d’Escacs Cerdanyola) und Marcelino Sión Castro (CA Endesa Ponferrada). Mit Miguel Rivera Domenech (RC Regatas Santander) und Luis José Temprano Mateos (Stadium Casablanca Zaragoza S.d.A.) erreichten zwei Spieler 100 %, diese spielten je eine Partie.

## Legende
Die nachstehenden Tabellen enthalten folgende Informationen:
- Nr.: Ranglistennummer
- Titel: FIDE-Titel; GM = Großmeister, IM = Internationaler Meister, FM = FIDE-Meister
- Land: Verbandszugehörigkeit gemäß Elo-Liste von Juli 1990; CHI = Chile, ESP = Spanien, ITA = Italien, PAR = Paraguay, PER = Peru, SWE = Schweden, YUG = Jugoslawien
- Elo: Elo-Zahl in der Elo-Liste von Juli 1990
- G: Anzahl Gewinnpartien
- R: Anzahl Remispartien
- V: Anzahl Verlustpartien
- Pkt.: Anzahl der erreichten Punkte
- Partien: Anzahl der gespielten Partien

## CA La Caja de Canarias
| Nr. | Titel | Name                 | Land | Elo  | G | R | V | Pkt. | Partien |
| --- | ----- | -------------------- | ---- | ---- | - | - | - | ---- | ------- |
| 1   | GM    | Iván Morovic         | CHI  | 2530 | 5 | 3 | 0 | 6,5  | 8       |
| 2   | GM    | Manuel Rivas Pastor  | ESP  | 2475 | 2 | 3 | 2 | 3,5  | 7       |
| 3   | IM    | José García Padrón   | ESP  | 2435 | 6 | 2 | 0 | 7    | 8       |
| 4   | FM    | Alfredo Brito García | ESP  | 2325 | 2 | 3 | 2 | 3,5  | 7       |
| 5   |       | Pedro Lezcano Jaén   | ESP  |      | 1 | 1 | 0 | 1,5  | 2       |

## C Penya d’Escacs Cerdanyola
| Nr. | Titel | Name                 | Land | Elo  | G | R | V | Pkt. | Partien |
| --- | ----- | -------------------- | ---- | ---- | - | - | - | ---- | ------- |
| 1   | IM    | Jordi Magem Badals   | ESP  | 2470 | 3 | 5 | 0 | 5,5  | 8       |
| 2   | IM    | Javier Campos Moreno | CHI  | 2445 | 5 | 3 | 0 | 6,5  | 8       |
| 3   | FM    | Lluís Comas Fabregó  | ESP  | 2365 | 5 | 0 | 3 | 5    | 8       |
| 4   |       | Juan Mellado Triviño | ESP  | 2265 | 4 | 2 | 2 | 5    | 8       |

## CE Vulcà Barcelona
| Nr. | Titel | Name                     | Land | Elo  | G | R | V | Pkt. | Partien |
| --- | ----- | ------------------------ | ---- | ---- | - | - | - | ---- | ------- |
| 1   | GM    | Orestes Rodríguez Vargas | PER  | 2490 | 3 | 4 | 1 | 5    | 8       |
| 2   | GM    | Juan Manuel Bellón López | ESP  | 2475 | 4 | 3 | 1 | 5,5  | 8       |
| 3   | IM    | Pia Cramling             | SWE  | 2505 | 3 | 3 | 2 | 4,5  | 8       |
| 4   | IM    | Ángel Martín González    | ESP  | 2440 | 4 | 3 | 1 | 5,5  | 8       |

## UGA Barcelona
| Nr. | Titel | Name                               | Land | Elo  | G | R | V | Pkt. | Partien |
| --- | ----- | ---------------------------------- | ---- | ---- | - | - | - | ---- | ------- |
| 1   | GM    | Miguel Illescas Córdoba            | ESP  | 2535 | 3 | 5 | 0 | 5,5  | 8       |
| 2   | IM    | Jesús María de la Villa García     | ESP  | 2475 | 4 | 4 | 0 | 6    | 8       |
| 3   | IM    | Francisco Javier Ochoa de Echagüen | ESP  | 2400 | 2 | 4 | 2 | 4    | 8       |
| 4   | FM    | Alejandro Bofill Mas               | ESP  | 2380 | 2 | 2 | 4 | 3    | 8       |

## CA Endesa Ponferrada
| Nr. | Titel | Name                       | Land | Elo  | G | R | V | Pkt. | Partien |
| --- | ----- | -------------------------- | ---- | ---- | - | - | - | ---- | ------- |
| 1   | GM    | Borislav Ivkov             | YUG  | 2515 | 2 | 5 | 1 | 4,5  | 8       |
| 2   | FM    | Sergio Estremera Paños     | ESP  | 2295 | 1 | 2 | 5 | 2    | 8       |
| 3   | FM    | Juan Antonio Corral Blanco | ESP  | 2360 | 3 | 4 | 1 | 5    | 8       |
| 4   | FM    | Marcelino Sión Castro      | ESP  | 2350 | 5 | 3 | 0 | 6,5  | 8       |

## CCA CajaCanarias Santa Cruz
| Nr. | Titel | Name                            | Land | Elo  | G | R | V | Pkt. | Partien |
| --- | ----- | ------------------------------- | ---- | ---- | - | - | - | ---- | ------- |
| 1   | GM    | José Luis Fernández García      | ESP  | 2500 | 3 | 2 | 3 | 4    | 8       |
| 2   | FM    | Adalbert Villavicencio Martínez | ESP  | 2340 | 2 | 4 | 2 | 4    | 8       |
| 3   | FM    | Ernesto Solana Suárez           | ESP  | 2265 | 3 | 3 | 1 | 4,5  | 7       |
| 4   |       | Lucas Eduardo Mendoza Contreras | ESP  | 2285 | 1 | 0 | 2 | 1    | 3       |
| 5   |       | Antonio López Izquierdo         | ESP  |      | 2 | 1 | 0 | 2,5  | 3       |
| 6   |       | José Ramos Aguilar              | ESP  |      | 1 | 2 | 0 | 2    | 3       |

## GC Covadonga
| Nr. | Titel | Name                       | Land | Elo  | G | R | V | Pkt. | Partien |
| --- | ----- | -------------------------- | ---- | ---- | - | - | - | ---- | ------- |
| 1   |       | Jośe Antonio Núñez Vallina | ESP  |      | 2 | 4 | 2 | 4    | 8       |
| 2   |       | Antonio Acebal Muñiz       | ESP  | 2285 | 2 | 4 | 2 | 4    | 8       |
| 3   |       | José Maria Acebal Muñiz    | ESP  | 2320 | 1 | 1 | 3 | 1,5  | 5       |
| 4   |       | Federico Martínez González | ESP  |      | 5 | 1 | 1 | 5,5  | 7       |
| 5   |       | Javier Menéndez Rey        | ESP  |      | 2 | 1 | 1 | 2,5  | 4       |

## Hondarribia-Marlaxka XE
| Nr. | Titel | Name                       | Land | Elo  | G | R | V | Pkt. | Partien |
| --- | ----- | -------------------------- | ---- | ---- | - | - | - | ---- | ------- |
| 1   | IM    | Rafael Álvarez Ibarra      | ESP  | 2360 | 3 | 3 | 2 | 4,5  | 8       |
| 2   | IM    | Francisco Gallego Eraso    | ESP  | 2405 | 1 | 1 | 1 | 1,5  | 3       |
| 3   |       | Juan Ignacio Alonso Arburu | ESP  | 2265 | 4 | 2 | 2 | 5    | 8       |
| 4   |       | Aitor Bastida Rementería   | ESP  |      | 4 | 1 | 3 | 4,5  | 8       |
| 5   |       | Ruperto Olaso Sorzabalbere | ESP  |      | 0 | 3 | 2 | 1,5  | 5       |

## Club Ajedrez 64
| Nr. | Titel | Name                       | Land | Elo  | G | R | V | Pkt. | Partien |
| --- | ----- | -------------------------- | ---- | ---- | - | - | - | ---- | ------- |
| 1   | FM    | Pablo San Segundo Carrillo | ESP  | 2450 | 2 | 2 | 2 | 3    | 6       |
| 2   |       | Victoriano Gallego Jiménez | ESP  | 2315 | 2 | 1 | 4 | 2,5  | 7       |
| 3   |       | Daniel Elguezábal Varela   | ESP  |      | 3 | 3 | 2 | 4,5  | 8       |
| 4   |       | Pablo Díaz Carvajales      | ESP  |      | 2 | 1 | 1 | 2,5  | 4       |
| 5   | FM    | Jesús García Callejo       | ESP  | 2310 | 3 | 2 | 2 | 4    | 7       |

## RC Regatas Santander
| Nr. | Titel | Name                      | Land | Elo  | G | R | V | Pkt. | Partien |
| --- | ----- | ------------------------- | ---- | ---- | - | - | - | ---- | ------- |
| 1   |       | Luis Javier Bernal Moro   | ESP  | 2385 | 3 | 3 | 0 | 4,5  | 6       |
| 2   |       | Julio Velasco González    | ESP  |      | 0 | 4 | 1 | 2    | 5       |
| 3   |       | Alejandro Ruiz Maraña     | ESP  |      | 0 | 2 | 4 | 1    | 6       |
| 4   |       | Miguel Rivera Domenech    | ESP  |      | 1 | 0 | 0 | 1    | 1       |
| 5   |       | Armando Bernal Abia       | ESP  |      | 1 | 1 | 0 | 1,5  | 2       |
| 6   |       | Luis Antonio Roldán Cosío | ESP  |      | 0 | 1 | 2 | 0,5  | 3       |
| 7   |       | Julián López Sanjuan      | ESP  |      | 2 | 0 | 1 | 2    | 3       |
| 8   |       | Sergio Cacho Reigadas     | ESP  |      | 2 | 4 | 0 | 4    | 6       |

## CA Telefónica Toledo
| Nr. | Titel | Name                      | Land | Elo  | G | R | V | Pkt. | Partien |
| --- | ----- | ------------------------- | ---- | ---- | - | - | - | ---- | ------- |
| 1   | IM    | Juan Reyes                | PER  | 2410 | 3 | 5 | 0 | 5,5  | 8       |
| 2   | FM    | Fernando Visier Segovia   | ESP  | 2315 | 1 | 5 | 0 | 3,5  | 6       |
| 3   |       | José Ponce Navalón        | ESP  |      | 2 | 4 | 2 | 4    | 8       |
| 4   |       | Fernando Rojas Gómez      | ESP  |      | 0 | 6 | 2 | 3    | 8       |
| 5   |       | José María Redondo Martín | ESP  |      | 0 | 1 | 1 | 0,5  | 2       |

## CA Ensidesa Avilés
| Nr. | Titel | Name                                  | Land | Elo  | G | R | V | Pkt. | Partien |
| --- | ----- | ------------------------------------- | ---- | ---- | - | - | - | ---- | ------- |
| 1   |       | David Roiz Baztán                     | ESP  |      | 3 | 1 | 4 | 3,5  | 8       |
| 2   |       | Francisco Javier San Claudio González | ESP  | 2245 | 5 | 1 | 2 | 5,5  | 8       |
| 3   |       | Juan Manuel Álvarez Arandia           | ESP  |      | 1 | 4 | 2 | 3    | 8       |
| 4   |       | José Ramón Estévez Jacome             | ESP  |      | 2 | 1 | 3 | 2,5  | 6       |
| 5   |       | Julio Bernal Tinajero                 | ESP  |      | 1 | 2 | 0 | 2    | 3       |

## Stadium Casablanca Zaragoza S.d.A.
| Nr. | Titel | Name                                    | Land | Elo  | G | R | V | Pkt. | Partien |
| --- | ----- | --------------------------------------- | ---- | ---- | - | - | - | ---- | ------- |
| 1   | IM    | Fernando Braga                          | ITA  | 2480 | 3 | 4 | 1 | 5    | 8       |
| 2   |       | Rafael Colás Longares                   | ESP  | 2240 | 0 | 3 | 2 | 1,5  | 5       |
| 3   |       | Ramón De la Rocha Prieto                | ESP  |      | 4 | 1 | 3 | 4,5  | 8       |
| 4   |       | Luis José Temprano Mateos               | ESP  |      | 1 | 0 | 0 | 1    | 1       |
| 5   |       | Avelino Antoñano Fernández de Quincoces | ESP  |      | 0 | 2 | 1 | 1    | 3       |
| 6   |       | Pedro José Aguirre Izaguirre            | ESP  |      | 2 | 2 | 3 | 3    | 7       |

## CA Centro Goya Villa de Teror
| Nr. | Titel | Name                              | Land | Elo  | G | R | V | Pkt. | Partien |
| --- | ----- | --------------------------------- | ---- | ---- | - | - | - | ---- | ------- |
| 1   | IM    | Zenón Franco Ocampos              | PAR  | 2495 | 5 | 3 | 0 | 6,5  | 8       |
| 2   | IM    | Juan Mario Gómez Esteban          | ESP  | 2415 | 2 | 4 | 2 | 4    | 8       |
| 3   |       | Francisco López Colón             | ESP  |      | 4 | 1 | 3 | 4,5  | 8       |
| 4   |       | Francisco Javier Santos Izquierdo | ESP  |      | 1 | 0 | 3 | 1    | 4       |
| 5   |       | Rafael Fuentes González           | ESP  |      | 0 | 0 | 4 | 0    | 4       |

## Lisboa AC León
| Nr. | Titel | Name                          | Land | Elo | G | R | V | Pkt. | Partien |
| --- | ----- | ----------------------------- | ---- | --- | - | - | - | ---- | ------- |
| 1   |       | Julio González Valero         | ESP  |     | 1 | 4 | 2 | 3    | 7       |
| 2   |       | J. J. Rodríguez Fernández     | ESP  |     | 1 | 3 | 3 | 2,5  | 7       |
| 3   |       | Rogelio Bayón Fernández       | ESP  |     | 2 | 3 | 1 | 3,5  | 6       |
| 4   |       | Juan Antonio Millán Urrutia   | ESP  |     | 3 | 3 | 1 | 4,5  | 7       |
| 5   |       | C. C. Pérez García            | ESP  |     | 0 | 2 | 0 | 1    | 2       |
| 6   |       | Pedro Pablo Villadangos López | ESP  |     | 1 | 0 | 2 | 1    | 3       |

## RC Labradores Sevilla
| Nr. | Titel | Name                         | Land | Elo  | G | R | V | Pkt. | Partien |
| --- | ----- | ---------------------------- | ---- | ---- | - | - | - | ---- | ------- |
| 1   | IM    | Jonny Hector                 | SWE  | 2465 | 2 | 2 | 4 | 3    | 7       |
| 2   | FM    | Antonio Rodríguez Aguilera   | ESP  | 2330 | 3 | 5 | 0 | 5,5  | 8       |
| 3   | FM    | Ernesto Palacios de la Prida | ESP  | 2295 | 1 | 2 | 5 | 2    | 8       |
| 4   |       | Félix Ramos Suría            | ESP  | 2265 | 3 | 3 | 2 | 4,5  | 8       |

## CA Escuela Técnica Vigo
| Nr. | Titel | Name                      | Land | Elo  | G | R | V | Pkt. | Partien |
| --- | ----- | ------------------------- | ---- | ---- | - | - | - | ---- | ------- |
| 1   |       | Víctor Miguel Lago        | ESP  | 2305 | 0 | 1 | 6 | 0,5  | 7       |
| 2   |       | Manuel Outerelo Ucha      | ESP  | 2280 | 0 | 5 | 2 | 2,5  | 7       |
| 3   |       | Diego Guerra Bastida      | ESP  | 2275 | 4 | 2 | 1 | 5    | 7       |
| 4   |       | Roberto Páramos Domínguez | ESP  |      | 5 | 1 | 2 | 5,5  | 8       |
| 5   |       | Fernando Casares Ripoll   | ESP  |      | 0 | 3 | 0 | 1,5  | 3       |

## CA Palma de Mallorca
| Nr. | Titel | Name                       | Land | Elo | G | R | V | Pkt. | Partien |
| --- | ----- | -------------------------- | ---- | --- | - | - | - | ---- | ------- |
| 1   |       | Antonio Gamundí Salamanca  | ESP  |     | 2 | 2 | 4 | 3    | 8       |
| 2   |       | Cosme Brull Mayol          | ESP  |     | 0 | 3 | 3 | 1,5  | 6       |
| 3   |       | Juan Carlos Mas Garcés     | ESP  |     | 1 | 2 | 2 | 2    | 5       |
| 4   |       | Pedro José Barceló Pujadas | ESP  |     | 4 | 3 | 1 | 5,5  | 8       |
| 5   |       | Antonio Romero Briones     | ESP  |     | 2 | 1 | 1 | 2,5  | 4       |
| 6   |       | Pedro Suau Mercer          | ESP  |     | 0 | 1 | 0 | 0,5  | 1       |

## AV Hipódromo
| Nr. | Titel | Name                   | Land | Elo | G | R | V | Pkt. | Partien |
| --- | ----- | ---------------------- | ---- | --- | - | - | - | ---- | ------- |
| 1   |       | Khalid Fallil          | ESP  |     | 3 | 2 | 3 | 4    | 8       |
| 2   |       | Amin Mimón Mohamed     | ESP  |     | 4 | 3 | 1 | 5,5  | 8       |
| 3   |       | Juan Romero            | ESP  |     | 2 | 1 | 5 | 2,5  | 8       |
| 4   |       | Gabriel Jesús Callejón | ESP  |     | 3 | 0 | 5 | 3    | 8       |

## CE Terrassa
| Nr. | Titel | Name                     | Land | Elo  | G | R | V | Pkt. | Partien |
| --- | ----- | ------------------------ | ---- | ---- | - | - | - | ---- | ------- |
| 1   |       | Juan Pomés Marcet        | ESP  | 2420 | 1 | 1 | 0 | 1,5  | 2       |
| 2   |       | Anton Joanpera Morales   | ESP  |      | 4 | 3 | 1 | 5,5  | 8       |
| 3   |       | Marcel Ubach Miralda     | ESP  |      | 1 | 2 | 2 | 2    | 5       |
| 4   |       | Antoni Fabregas Fontanet | ESP  |      | 3 | 1 | 4 | 3,5  | 8       |
| 5   |       | David Flores De Paco     | ESP  |      | 1 | 0 | 1 | 1    | 2       |
| 6   |       | Juan Llados Peiro        | ESP  |      | 0 | 3 | 4 | 1,5  | 7       |

## CA Anaitasuna Azkoitia
| Nr. | Titel | Name                        | Land | Elo | G | R | V | Pkt. | Partien |
| --- | ----- | --------------------------- | ---- | --- | - | - | - | ---- | ------- |
| 1   |       | Eduardo Ros Octavio         | ESP  |     | 2 | 5 | 1 | 4,5  | 8       |
| 2   |       | Santiago Karasusan Izcue    | ESP  |     | 0 | 3 | 3 | 1,5  | 6       |
| 3   |       | Jesús Javier Boyero Gabarre | ESP  |     | 2 | 2 | 2 | 3    | 6       |
| 4   |       | José Leuza García           | ESP  |     | 1 | 4 | 0 | 3    | 5       |
| 5   |       | Rafael Ruiz Escobar         | ESP  |     | 1 | 2 | 3 | 2    | 6       |
| 6   |       | Luis Calatayud García       | ESP  |     | 0 | 1 | 0 | 0,5  | 1       |

## Círculo Pacense Bajadoz
| Nr. | Titel | Name                          | Land | Elo | G | R | V | Pkt. | Partien |
| --- | ----- | ----------------------------- | ---- | --- | - | - | - | ---- | ------- |
| 1   |       | Julián Figuero Toro           | ESP  |     | 3 | 0 | 4 | 3    | 7       |
| 2   |       | Pedro Miguel González Manchón | ESP  |     | 2 | 3 | 3 | 3,5  | 8       |
| 3   |       | Juan Miguel González Manchón  | ESP  |     | 3 | 0 | 4 | 3    | 7       |
| 4   |       | Iván Cabezas Ayala            | ESP  |     | 2 | 2 | 2 | 3    | 6       |
| 5   |       | Juan Carlos Gómez Gordo       | ESP  |     | 1 | 1 | 2 | 1,5  | 4       |

## CA Alekhine Espartinas
| Nr. | Titel | Name                        | Land | Elo  | G | R | V | Pkt. | Partien |
| --- | ----- | --------------------------- | ---- | ---- | - | - | - | ---- | ------- |
| 1   |       | José Luis García García     | ESP  | 2340 | 1 | 2 | 4 | 2    | 7       |
| 2   |       | Ángel Sánchez Cuchillo      | ESP  |      | 1 | 2 | 2 | 2    | 5       |
| 3   |       | José Eugenio Mendoza Nieto  | ESP  |      | 4 | 2 | 2 | 5    | 8       |
| 4   |       | Rafael Caruana Font de Mora | ESP  |      | 2 | 2 | 3 | 3    | 7       |
| 5   |       | Guillermo Cabero Feliciano  | ESP  |      | 1 | 1 | 3 | 1,5  | 5       |

## CA Candás
| Nr. | Titel | Name                      | Land | Elo | G | R | V | Pkt. | Partien |
| --- | ----- | ------------------------- | ---- | --- | - | - | - | ---- | ------- |
| 1   |       | Julián Iglesias Valle     | ESP  |     | 2 | 1 | 5 | 2,5  | 8       |
| 2   |       | Héctor López Rodríguez    | ESP  |     | 2 | 2 | 4 | 3    | 8       |
| 3   |       | Mario Olea Pérez          | ESP  |     | 1 | 1 | 5 | 1,5  | 7       |
| 4   |       | Rafael Ángel Muñiz Méndez | ESP  |     | 3 | 3 | 2 | 4,5  | 8       |
| 5   |       | Rubén Ceñal Gutiérrez     | ESP  |     | 0 | 0 | 1 | 0    | 1       |

## Club Calahorrano de Ajedrez
| Nr. | Titel | Name                          | Land | Elo | G | R | V | Pkt. | Partien |
| --- | ----- | ----------------------------- | ---- | --- | - | - | - | ---- | ------- |
| 1   |       | Francisco Javier Toledo López | ESP  |     | 0 | 2 | 4 | 1    | 6       |
| 2   |       | Luis Javier Vallejo Fuertes   | ESP  |     | 1 | 2 | 3 | 2    | 6       |
| 3   |       | Juan Carlos Pérez Ramos       | ESP  |     | 3 | 1 | 2 | 3,5  | 6       |
| 4   |       | Luis Lorente Ibáñez           | ESP  |     | 0 | 1 | 2 | 0,5  | 3       |
| 5   |       | Félix Ángel Lorente Ibáñez    | ESP  |     | 2 | 1 | 3 | 2,5  | 6       |
| 6   |       | Alberto Hernández             | ESP  |     | 1 | 2 | 2 | 2    | 5       |

## CA Casino de Cartagena
| Nr. | Titel | Name                     | Land | Elo | G | R | V | Pkt. | Partien |
| --- | ----- | ------------------------ | ---- | --- | - | - | - | ---- | ------- |
| 1   |       | José Moreno Gea          | ESP  |     | 1 | 1 | 4 | 1,5  | 6       |
| 2   |       | Francisco Martínez Espín | ESP  |     | 0 | 1 | 4 | 0,5  | 5       |
| 3   |       | José M. Ruiz García      | ESP  |     | 0 | 0 | 5 | 0    | 5       |
| 4   |       | Eladio Lidón Alcaraz     | ESP  |     | 1 | 1 | 3 | 1,5  | 5       |
| 5   |       | Manuel Soto Calzado      | ESP  |     | 1 | 1 | 3 | 1,5  | 5       |
| 6   |       | Felipe Moreno Gea        | ESP  |     | 2 | 4 | 0 | 4    | 6       |